# Sven Kristensson
Sven Kristensson, född 3 februari 1858 i Lyngby socken, Malmöhus län, död 28 januari 1937 i Genarps församling, Malmöhus län, var en svensk arkitekt och tecknare.
Han utexaminerades från Tekniska elementarskolan i Malmö 1878 och fortsatte sina studier vid Kungliga Tekniska högskolan i Stockholm 1878-1881 och i Paris 1881-1883 samt i Wien 1883-1885. Han bosatte sig permanent i Rom 1885 där han till en början arbetade som assistent åt arkeologer och för Deutsches archaelogisches Institut vid utgrävningar och uppmätningar. Han var sekreterare i Skandinaviska föreningen för konstnärer och vetenskapsidkare (Circolo Scandinavo) i Rom 1887-1927. Under flera årtionden fungerade han som sakkunnig ciceron åt otaliga svenska delegationer i Rom. Han förde ett sparsamt och anspråkslöst liv och de medel han sparade testamenterade han till Lunds- och Uppsala universitet för att användas till resestipendier vid de båda universiteten. Som tecknare bidrog han bland annat med teckningar till Georg Dehio och Gustav von Bezolds Die kirchliche Baukunst des Abendlandes och Camille Enlarts Origines françaies de l'architecture gothique en Italie. 